# Lorenzo Ottoni
Pour les articles homonymes, voir Ottoni.
Lorenzo Ottoni, aussi connu comme Lorenzo Ottone ou Lorenzone (1648-1736), est un sculpteur italien  qui a travaillé pour la papauté et diverses maisons nobles de la renaissance italienne.

## Biographie
Lorenzo Ottoni est né à Rome en 1648 et a passé la majorité de sa vie dans cette ville.
Il s'est formé auprès d’Ercole Ferrata, a ouvert par la suite son propre atelier et a compté Bernardino Cametti parmi ses élèves. Vu le nombre de ses  assistants, il était aussi en mesure de prendre des commandes à l'extérieur de Rome.
Il est surtout connu pour les sculptures religieuses Baroques de la Contre-Réforme lors de la rénovation de Rome et a créé les portraits de hauts responsables de l'église de son temps. 
Lorenzo Ottoni reçoit de nombreuses commandes de la puissante  famille Barberini  pendant les années 1670 et 1680 dont les portraits du Cardinal Francesco Barberini, le Cardinal Antonio Barberini , et leur neveu Maffeo Barberini, ainsi que des bustes des papes Urbain VIII et Alexandre VIII.
Entre les années 1690 et 1718, à l'aide de bronze et stuc, il a contribué à la décoration de la Chapelle du Baptisterium, le transept et les chapelles de la basilique Saint-Pierre, la chapelle de Sant'Ignazio de l'église du Gesù et la basilique Saint-Jean-de-Latran. Il a également sculpté deux putti  en  marbre blanc qui font partie du monument de la reine Christine de Suède dans la Basilique Saint-Pierre.
Lorenzo Ottoni a été élu en 1691 à l'Accademia di San Luca à Rome et ensuite à l’académie pontificale des beaux-arts et des lettres des virtuoses au Panthéon,  deux des plus prestigieux groupes d'artistes à Rome.
Un buste du Cardinal Stefano Agostini par Lorenzo Ottoni est conservé à la Pinacoteca Civica de Forlì.

## Images

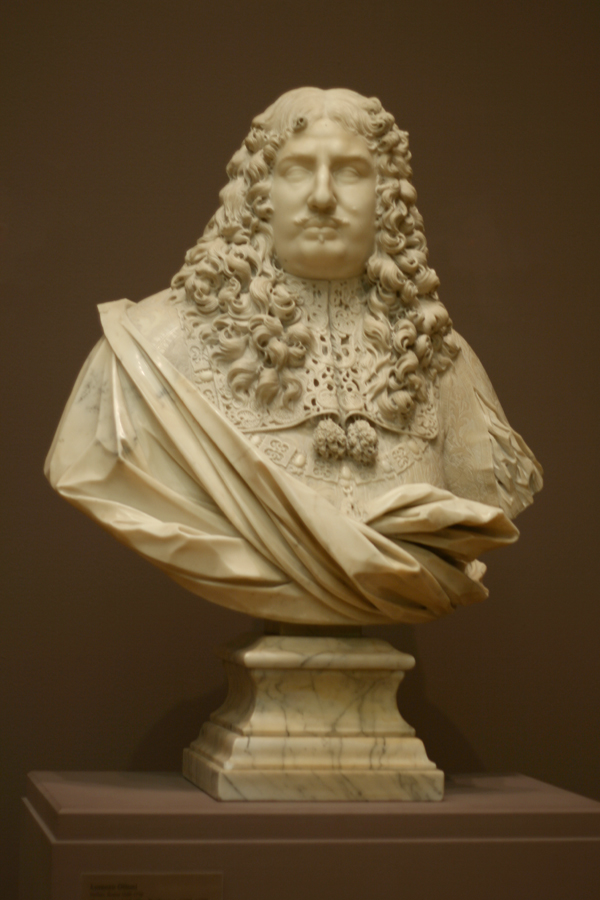
Buste de Maffeo Barberini. Vers 1685.
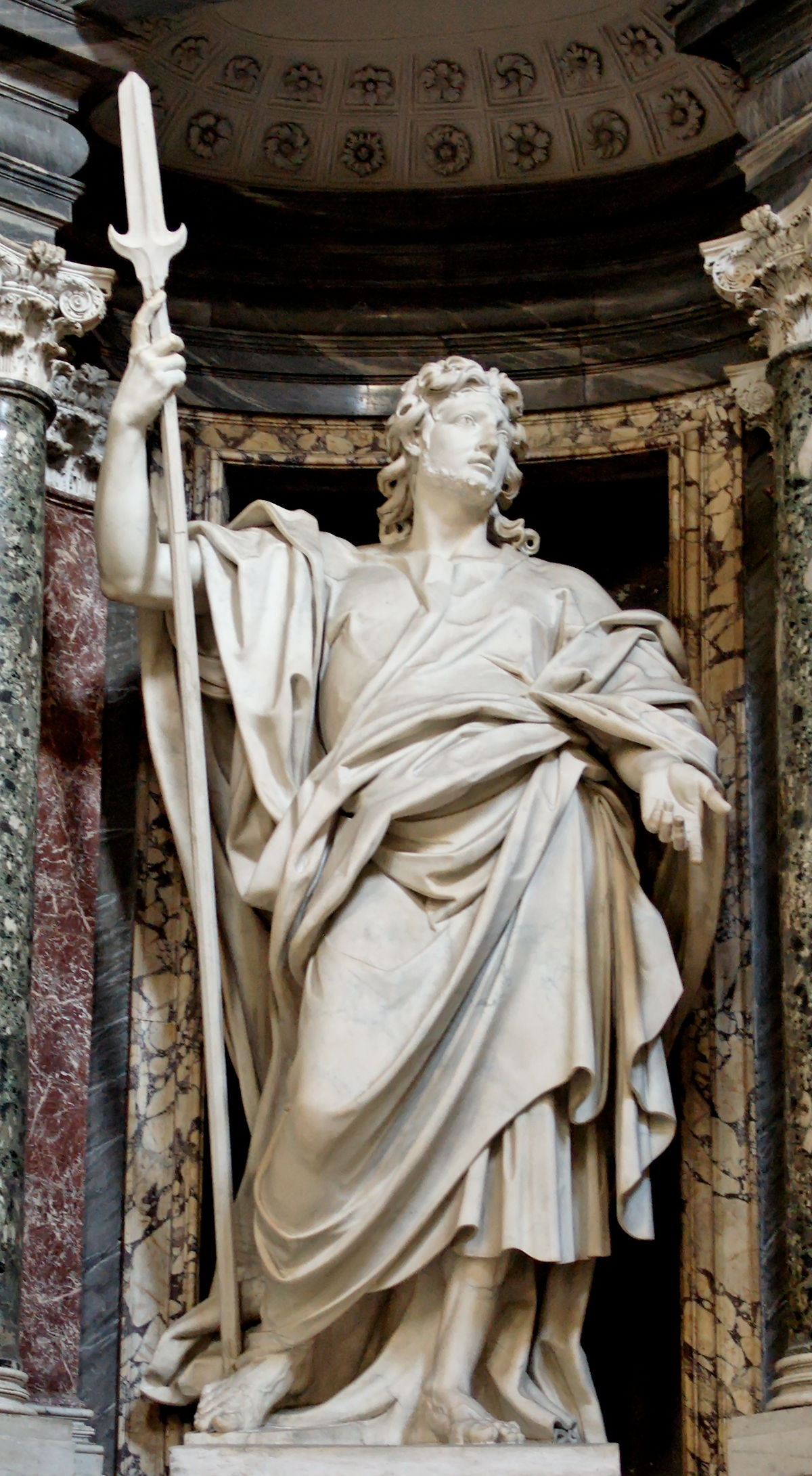
La Sculpture de Jude (Jude l'Apôtre) dans la Basilique Saint-Jean-de-Latran.